# Parintins
Parintins är en ort i delstaten Amazonas i norra Brasilien. Den är huvudort i en kommun med samma namn, och folkmängden uppgick till cirka 70 000 invånare vid folkräkningen 2010. Parintins är belägen på en ö i Amazonfloden. Orten har en flygplats, Aeroporto Júlio Belém, som ligger några kilometer i sydväst. En stor Boi-Bumbáfestival hålls i staden i juni månad varje år.